# 國債報償運動
國債報償運動，是大韓帝國時期民間自發募款，以贖回國債，保有經濟自主權的運動。現在大邱市有一座「國債報償運動紀念公園」以紀念此事。

## 概要
1895年馬關條約後，大韓帝國創立，伊藤博文擔任韓國統監時，設法使大韓帝國政府接受日本巨額貸款，以推進近代化，並使韓國更加靠攏日本。
1907年，大邱一位書店「广文社」的社長金光濟、副社長徐相敦，擔心國家失去經濟自主權，發起一個募款償還國債運動，提出「趣旨書」，呼吁大韓帝國國民2000萬人停止抽菸三個月，以買菸的錢，奉獻給韓國政府，償還1300萬大韓帝國圓（匯率相當於日圓）的國債，避免韓國像埃及、波蘭、越南一樣被滅亡。
在1908年的運動高潮，它已經積累了19萬圓。此社會運動吸引了全國，許多人因此戒菸，許多婦女，包括妓生也捐款支持，以幫助償還國債，甚至還導致女權運動的高漲。運動引起了日軍注意，視之為朝鮮民族主義、反日運動。這個運動最後失敗，因為日本對基金的總裁進行誣告。

## 趣旨書
|  | 夫為臣民者，仗忠尚義，則國以之興，民以之安；不忠毋義，則國以之亡，民以之滅。非但於古今歷史上斑斑有據，現今歐洲中其所富強者及自底滅亡者，莫不由乎忠義，尚仗之何焉？ 歷代之古、歐洲之遠，尚疏矣。顧我東洋之切鄰，近事尤有所目睹者，即日本是也。向與清、露開戰，以小勝大者，兵有敢死隊、有決死隊，血雨肉風，赴若樂地。在家之民捆屨鬻佩，女子則收聚指環，以資兵費，竟成東西歷史上創有之絕大偉功。其威武光榮，震動寰宇，此即五千萬民族之個個熱心血誠、出於忠義故也。是豈非我欽歎効慕者乎？ 嗚呼！我二千萬同胞，迨此民、國危難之會，無一人決心，無一事籌劃，只添我皇上之宵旰孔憂，袖手岸視，以致滅亡，可乎？試觀近世新史，國亡，民族之隨以滅絕，即埃及、波蘭、越南，皆不為徵？只知有身家，不知有君國，則此乃自陷自滅也。及今淬勵精神，奮發忠義，果非其時乎？ 今有國債一千三百萬元，即我韓存亡之關係也，報則國存，不報則國亡，理所必至。而現自國庫，勢難辦報，則三千里疆土，終非我民有、國有者矣。土地一去，非徒復之無術，烏得免為越南等國之民族乎？一般國民之於此債款，以義務言之，不可曰不知；以時勢言之，亦不可曰不報。第有報償之一道，能不勞不力，而自成鳩財之策矣。就使二千萬同胞限三個月廢止南草、吸菸，以其代金，每名下，每朔二十錢式徵收，概籌庶可為一千三百萬元，設有未充，應有自一元、十元至百元、千元拔例出捐者矣。人民之於當然底義務，有此暫時決心，比於日本決死隊、捆屨民、收環女之事，則孰重孰輕、孰難孰易乎？ 嗟我二千萬同胞中，苟有一毫愛國思想者，必不攜貳矣。鄙等職在發起之地，故敢此馳函警告，繼之以血。伏願為我大韓臣子之僉君子覽，即以言、以書，轉相警勸，俾使無一人不知是之弊，而期於實施。上以報答聖君之明，下以維持疆土之地，幸甚。 |